# Île Nelson (Alaska)
Pour les articles homonymes, voir Nelson.
L'île Nelson, en anglais Nelson Island, en yupik Qaluyaaq, est une île des États-Unis située dans l'Ouest de l'Alaska, dans la région de recensement de Bethel.

## Géographie
L'île Nelson mesure 68 kilomètres de longueur pour 48 kilomètres de largeur soit une superficie de 2 183 km2, ce qui en fait la quinzième plus grande île des États-Unis. Baignée par le détroit Etolin au sud-ouest qui la sépare de l'île Nunivak et par la baie Hazen au nord-ouest, elle est séparée du continent par la rivière Ninglick au nord et la rivière Kolavinarak au sud-est qui proviennent toutes les deux de la baie Baird située au nord-est,.
La partie méridionale de l'île, très plate, contraste avec la partie septentrionale formée de collines qui s'élèvent progressivement vers le nord-ouest pour culminer au mont Erchakrtuk avec 453 mètres d'altitude,.

## Histoire
L'île est nommée en l'honneur de Edward William Nelson, naturaliste de la Smithsonian Institution qui a étudié l'île et sa population en 1878.

## Démographie
Les 1 065 habitants de l'île Nelson au recensement de 2000 se répartissent en trois villages situés dans le sud-ouest de l'île : Tununak à l'ouest, Toksook Bay, le plus peuplé, au sud-ouest de Tununak sur les côtes de la mer de Béring et Nightmute à l'est dans l'intérieur de l'île,. Une piste pour motoneige relie Tununak et Nightmute l'hiver.
Les habitants sont des Yupiks qui pratiquent une économie de subsistance à base de chasse au caribou et de pêche.